# Thomas Georg Driendl

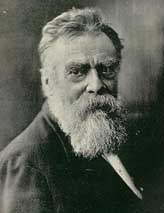
Thomas Georg Driendl (Porträt)

Thomas Georg Driendl  (* 2. April 1849 in München; † Februar 1916 in Niterói, Rio de Janeiro, Brasilien) war ein deutsch-brasilianischer Maler, Architekt, Innenarchitekt, Restaurator und Kunstlehrer. Als Maler beschäftigte er sich mit Landschaften, Porträts, Genreszenen und religiösen Themen.

## Leben

### Jugend und Studium
Thomas Georg Driendl war der Sohn des aus der Gemeinde Pfronten im Allgäu stammenden Lithografen Thomas Driendl (1805–1859) und der Maria Anna Driendl. Er studierte 1873 an der Akademie der Bildenden Künste in München.
Als Teilnehmer am Deutsch-Französischen Krieg von 1870 begegnete dem Maler Johann Georg Grimm (1846–1887) und befreundete sich mit ihm. Nachdem er im Mai 1873 in die Antikenklasse der Akademie der Bildenden Künste in seiner Heimatstadt eintrat, kann man davon ausgehen, dass er seine Ausbildung bei den wichtigsten Meistern seiner Zeit erhielt.

### Anfang in Brasilien
Driendl kam im Juni 1881 mit dem französischen Dampfschiff „Equateur“ nach Brasilien und reiste im Oktober des gleichen Jahres nach Santos in der damaligen Provinz São Paulo weiter, wo er das Münchner Institut für Religiöse Malerei des Bildhauers Franz Xaver Rietzler die Position des Generalbevollmächtigten für Südamerika übernahm.
Zurück in Rio de Janeiro, nahm er seinen Wohnsitz in der Rua do Senador Cassiano, 39, im Stadtteil Santa Teresa, wo seinerzeit auch Johann Georg Grimm und Michael Allgaier, ein weiterer bayerischen Maler, wohnten.

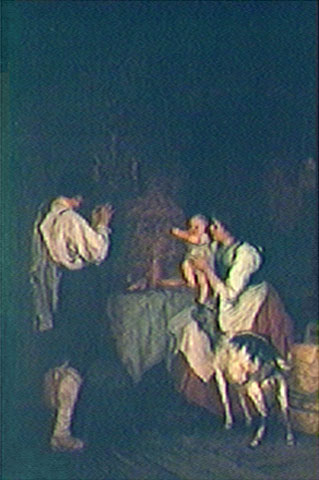
Familienszene aus den bayerischen Bergen 1878

Von 1882 an reiste er häufig nach São Paulo, wo er neben seiner Institutsvertretung auch seine Tätigkeit als Architekt, Maler und Dekorateur anbot. Später in diesem Jahr präsentiert er zum ersten Mal der Öffentlichkeit seine Arbeiten auf der Kunstausstellung exposição da Sociedade Propagadora das Belas Artes im Imperial Liceu de Artes e Ofícios in Rio de Janeiro. Bei dieser Gelegenheit hatte er mit seiner 1878 in seiner Heimat gemalten Familie-Szene in den bayerischen Bergen großen Erfolg. Seitdem galt er als bemerkenswerter Künstler und erhielt 1882 – gemeinsam mit Grimm – den Auftrag für die Innendekoration der Ehrenhalle der Akademie der portugiesischen Literatur; das Gebäude fiel später einem Brand zum Opfer. Im Jahre 1883 schuf er drei Glasgemälde mit heiligen Motiven für die Kirchenfenster von São Francisco de Paula in Rio de Janeiro. Er nahm 1884 an der Exposição Geral teil, die die Kaiserliche Akademie der Schönen Künste (Academia Imperial das Belas Artes AIBA) in Rio de Janeiro veranstaltete und auf der sein Porträt des brasilianischen Journalisten und Politikers Antônio Ferreira Viana mit der ersten Goldmedaille ausgezeichnet wurde.

### O Grupo Grimm

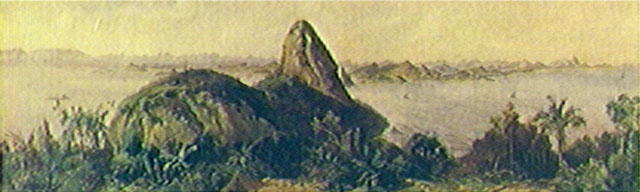
Blick auf die Bucht von Rio 1888

Im selben Jahr ging er mit Johann Georg Grimm und dessen Studenten Antônio Parreiras, Giovanni Battista Castagneto, Domingo García y Vásquez, Hipólito Boaventura Caron, Joaquim José da França Júnior und Francisco Joaquim Gomes Ribeiro, die später als (o Grupo Grimm) bekannt wurden, nach Niterói und bezogen eine Villa in der Rua da Boa Viagem, 11.
Er wirkte dort bis 1886 als Grimms Assistent, vertrat ihn gelegentlich in den Studien zur Freilichtmalerei und unterstützte die ehemaligen Studenten von der kaiserlichen Akademie, bis die Künstlergruppe auseinanderging.

### Öffentliche und private Aufträge

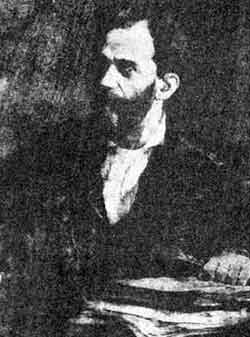
Porträt des Politikers und Journalisten Ferreira Viana 1888

Im Auftrag der Stadt Niterói sollte er 1888 Porträts der wichtigsten Persönlichkeiten erstellen, die sich in Brasilien um die Abschaffung der Sklaverei verdient gemacht hatten. Die Arbeit musste jedoch aus Geldmangel eingestellt werden, da die öffentlichen Zuwendungen nicht aufgebracht werden konnten.
Im Oktober desselben Jahres erhielt er die von ihm beantragte Einbürgerung als brasilianischer Staatsbürger.
1889 schuf er im Auftrag des Stadtrates Bühnenvorhang und Szenendekorationen für das Teatro Santa Teresa (heute Teatro Municipal de Niterói) (1916 erhielt er erneut die entsprechenden Aufgabe).
Gleichfalls als Auftragsarbeit gestaltete er eine Erinnerungsmedaille zur Sklavenbefreiung.
1890 nahm er an der Ausstellung Exposição Geral da Escola Nacional de Belas Artes in Rio de Janeiro teil und verlegte 1896 seinen Wohnsitz an die Rua da Boa Viagem, 33. Im selben Jahr arbeitete er am Altar der Kirche von der Unbefleckten Empfängnis Mariens (Igreja da Imaculada Conceição de Maria) in Botafogo. 1895 restaurierte er die Kunstwerke der Kirche Igreja São Francisco da Penitência im Zentrum Rios.
In den frühen Jahren des zwanzigsten Jahrhunderts widmete er sich fast ausschließlich der Architektur, so dem Umbau des Maceió (Asilo Santa Leopoldina) in Niterói im Jahre 1904 und verwirklichte drei Jahre später unter anderem auch das in 1904 entwickelte Projekt der Fährenanlegestellen in der Bucht von Guanabara in Rio de Janeiro und Niterói. Er führte auch Projekte für private Auftraggeber durch wie die alten Paläste Palacete Martinelli und Palacete Custódio de Melo.
Das später als Residence Martinelli bekannte Villengebäude entwarf und errichtete Driendl zwischen 1910 und 1914 für den Bankier Custódio Magalhães im (deutschen) neugotischen Stil. Der wohlhabende Kaufmann José Martinelli erwarb es 1917 und ließ es ab 1919 durch den italienischen Architekten Antônio Virzi umbauen. Virzi, dem man ironischerweise eine Furcht vor ungeschmückten Wänden unterstellte, verlieh dem Gebäude über mehrere Jahre hinweg durch ständiges Hinzufügen von barockisierenden Elementen ein Aussehen, das den Werken des katalanischen Architekten und Künstlers Antoni Gaudí (1852–1926) ähnelt und das der Residence Martinelli den Beinamen „tropische Sagrada Família“ einbrachte. Die Residence Martinelli fiel 1976 der Spitzhacke zum Opfer.

### Familie
Driendl Thomas starb mit 67 Jahren im Februar 1916 in seinem Haus in Niterói. Auch heute gibt es Nachfahren des Malers – unter anderem im Bereich Architektur – in Rio de Janeiro und Niterói. Seine Tochter Cecilia Driendl malte ebenfalls, reichte aber nie an die Qualifikation und Verdienste des Vaters heran.

## Wertung
Thomas Georg Driendl präsentierte sein bereits 1878 in Deutschland geschaffene Bild Cena de Família nas Montanhas da Baviera (Familienszene aus den bayerischen Bergen) mit großem Erfolg auf der brasilianischen Kunstausstellung Exposição da Sociedade Propagadora das Belas Artes des Imperial Liceu de Artes e Ofícios (der Akademie für Kunst und Handwerk) sowie 1884 auf der Exposição Geral der Kaiserlichen Akademie der Schönen Künste (Academia Imperial das Belas Artes AIBA) in Rio de Janeiro. Das dunkle Bild zeigt in der Mitte einen schwach beleuchteten Tisch, über dem ein Kruzifix hängt, und um den Tisch eine Familie im Gebet.
Driendl ist jedoch heute weniger für diese Art von Malerei bekannt. Als Freund von Johann Georg Grimm (1846–1887) führt er mit ihm gemeinsam Projekte durch und ersetzte ihn zeitweise als Lehrer innerhalb der Gruppe Grimm bei Studien zur freien Landschaftsmalerei. Nach dem Maler und Historiker Quirino Campofiorito (1902–1993) geht die Bedeutung der brasilianischen Malerei von Meereslandschaften in Brasilien auf Driendl und seinen Freund (Grimm) und seine Kollegen von der o Grupo Grimm zurück.
Nach Campofiorito beherrscht der Maler mit trockenen und kräftigen Konturen sowohl Technik als auch Gefühl wie in seinem Werk Vista da Baía do Rio de Janeiro (1888) zu sehen. Er schuf auch religiöse Werke und Dekorationen. Der Kunstkritiker sieht in seinen religiösen Gemälden wie der Heiligen Jungfrau (A Virgem Santíssima abençoando) bis hin zur Familie des Stadtrats Ferreira Vianna (1908) (a família do conselheiro Ferreira Vianna) einen Hauch von in hellen Farben gehaltenem Symbolismus.